# Doris Egbring-Kahn
Doris Egbring-Kahn (* 18. November 1926 in Münster; † 13. November 2016) war eine deutsche Schauspielerin.

## Leben
Bereits 1934 stand die Schauspielerin unter dem Namen Doris Egbring als Kinderdarstellerin an der Städtischen Oper Berlin auf der Bühne. Ihre Ausbildung erhielt sie in Hamburg an der Ballettschule und, in Schauspiel, bei Helmuth Gmelin.
Anfang der 1950er-Jahre arbeitete sie als Schauspielerin am Deutschen Theater, später folgten mehrjährige Engagements in New York und Vermont (USA). Doris Egbring-Kahn wirkte in zahlreichen Spiel- und Fernsehfilmen mit, darunter im Oscar-nominierten Kurzfilm Gregors größte Erfindung.